# Kafe-knjižara
Kafe-knjižara je kulturna ustanova koja primarno prodaje knjige, razna štampana i elektronska izdanja, školski pribor, umetničke slike, nosače zvuka i štampana muzička izdanja, i istovremeno služi kafu, pića na bazi kafe (kafe late, kapućino, espreso) hladna pića kao što su ledena kafa i ledeni čaj, voćne sokove, a u zavisnosti od države u njima se može naći i neka hrana, kolači, lagane grickalice ili peciva.
Kafe-knjižara više sliči klasičnoj knjižari u kojoj je manji deo prostora adaptiran za rad kafića. One mogu biti mali biznisi koje vodi vlasnik knjižare ili velika izdavačka kuće, biblioteke i druga komanije koje se bave proizvodnjom i prodajom kafe i drugih napitaka, poput npr. Starbaksa. Ono po čemu se kafe-knjižare najviše razlikuju od klasičnih kafiča je to što nisu prepune ljudi, nisu zadimljene duvanskim dimom, bučne i mračne.
Svetske metropole već dugi niz godina uspešno su spojile užitak ispijanja kafe ili čaja i pasiju prema knjigama. U Njujorku je naročito izražen ovaj hedonistički spoj, i u ovom velegradu na svakom koraku može se uživati u knjižarama u kojima se služi kafa i čita knjiga.

## Istorija
Istorija kafe-knjižara seže u 16. vek kada je prvi takav objekata otvoren u Istanbulu 1555. godine, uz istovremene pokušaj uvođenja kafe kao napitka u svakodnevnu upotrebu, jer je kafa donekle bila osporavana i smatrana nekom vrstom droge. Moda se brzo proširila na Evropu, a potom i na ceo svet, čitanje knjiga uz ispijanje kafe prvo se razvijalo samo u zemljama u kojima se kroz viševekovnu istoriju kultura najbrže širila i razvijala.
Od svog osnivanja kafe-knjižare su igrale važnu ulogu u kreiranju novih kulturnih ideja u svetskoj istoriji, počev od arapskog sveta u kome je u Carigradu, nastala prva kafe-knjižara, nazivana i „škole znanja”, pa sve do njihove pojave u mnogim zemljama i kulturama Evrope u 17. veku.
Prve kafe-knjižare poput Café Procope u Parizu, preko Café Royal u Londonu, Caffè Florian u Veneciji Café Pombo u Madridu, Café Slavia u Pragu, Café Central u Beču, Café Brasileira u Lisabono i Café New York u Budimpešti, vremenom su postale prave akademske kancelarije, improvizovani parlamenti, izdavački biroi, centri poezije, politički klubovi u kojima su začete mnoge ideološke platforma , važni centri avangarde svoga vremena, centri za širenje utopije i revolucije.
U određenim razdobljima i na određenim prostorima pojava kafe-knjižara bila je decenijama ograničena zbog njihovog navodno štetnog karaktera koji su utvrdili političari, zakonodavci, ali i lekari koji su pokušali zabraniti nekontrolisano konzumiranje kafe u ovim objektima jer su je smatrali, drogom.
Kada su prepoznata sva pozitivna svojstva kafe prvi pariski kafić počeli su da se masovnije osnovaju 1700-ih. Međutim, kafe-knjižare u Parizu će jedno vreme biti pod strogim nadzorom vlasti posebno tokom Francuske revolucije, jer su se u njima velika imena tog doba sastajala da bi menjala vlast u gradu, koristeći se šifrovanim imenima. U Parizu će kafe-knjižare doživet pravu ekspanziju sredinom 1800-tih za šta su zaslužni velikanai toga vremena Balzak, Bodelr, Zola i mnogi drugi pisaci, šireći bogatstvo ideja, u središtima književnog stvaralaštva koje i danas čini kafe-knjižare francuske prestolnice na Montmartru, Montparnasu, Sen Žermenu.

## Karakteristike
Ono što karakteriše kafe-knjižaru je to da one nema specifičan i dobro definiran oblik, jer je njegova pojava razvoj i uobličavanje bilo od uvek duh vremena, i zato njihov izgled i namena variraju u skladu s različitim činiocima poput vremena, mesta ili čak i klijentele. Ovo mesto je vremenom postalo intelektualni, estetski i emocionalni univerzum koji je stalno u „pokretu”.

## Namena i značaj
Sa kulturne tačke, kafe-knjižare, koje su spoj konvencionalnih knjižara i kafeterija sa izdašnom ponudom kafa, pića kolača, biskvita (italijanski cantuccini) i drugo, sve više na globalnom nivou postaju centri društvene interakcije u kojima se prodaju knjige i druga štampana, elektronska, likovna i druga izdanja, i u isto vreme prostori u kojima se čitaju knjige i okupljaju prijatelji uz šoljicu dob re kafe, promovišu knjige, održavaju debate sa piscima, recituju pesme, projektuju filmovi, pišu pisma i zabavljaju pojednici individualno ili u manjoj grupi. Od uvođenja vaj-faja, u njih dolaze i posetioci da pristupe internetu sa njihovih laptopova i tableta.
Sama kafe-knjižara može služiti i kao neformalni klub ljubitelja knjiga, u kome njegovi redovni posetioci, kupce knjiga, ostvaruju direktan kontakt sa književnicima, promoterima novih književnih dela, predstavnicima izdavačkih kuća i likovnim i muzičkim umetnicima itd.
Pored mnogih naslova knjiga koji će zadovoljiti potrebe kupaca, u kafe-knjižarama posetioci mogu da vrše izbor knjiga, njihovim prerhodim čitanjem i prelistvanjem.
Uživajući u ugodnom, okruženju u najčešće lepo osmišljenom prostoru (osamljeni) ili sa prijateljima, mnogi posetioci kafe-knjižara u njima završavaju poslove, napišu ponešto, pošalju mejl, naprave selfi sa svojim prijateljima ili omiljenim piscem ili pročitaju neku knjigu.

## Kafe-knjižare u Srbiji
Za ovim  ztrendom u svetu ne zaostaje ni Srbija. Tako npr. u Beogradu postoji veči proj takvih objekata. Među njima je možda najpoznatija Delfi Cafe, koj se nalazi u okviru knjižare Delfi u SKC-u. Od ostalih  kafe-knjižara  u Srbiji ona se izdvaja po tome što ima najveći broj stranih izdanja: stranu štampu, više od 15.000 naslova na engleskom, nekoliko stotina na francuskom, brojna muzička i filmska izdanja. Pored toga, s vremena na vreme ova kafe-knjižara  organizuju poseban program – književne promocije, tribine ili koncerte. Takvim radom ova kafe-knjižara  produžava duh i kulturni program SKC-a, unesi novi sadržaji i ritual čitanja čini što prijatnijim, sa širim i boljim uvidom u strana izdanja.

## Literatura
- M. Séry, « Les cafés littéraires du XVIII à nos jours », dans Le Monde de l'éducation (244), 1997. Avec bibliographie sur Les Deux Magots et le Café de Flore .
- Laisney, Vincent. « Cénacles et cafés littéraires : deux sociabilités antagonistes », Revue d'histoire littéraire de la France, vol. 110  (3):, 2010, pp. 563-588.
- J.-P. Bertrand & G. Sicotte, art. « Cafés littéraires », dans Le Dictionnaire du littéraire, dir. A. Viala, D. Saint-Jacques, P. Aron, PUF, 2002.
- Gérard-Georges LEMAIRE, « CAFÉS LITTÉRAIRES », Encyclopædia Universalis.

## Spoljašnje veze
- Gde se druže štreberi i hedonisti? — 42magazin 2017.